# Stora Rickebyhällen
Stora Rickebyhällen är ett stort hällristningsfält i Boglösa socken i Enköpings kommun.
Området är 19 gånger 19 meter stort, och består av 51 skepp, 115 fotsulor (varav 58 i par), 18 ringar, sex människor, två djur, sex obestämbara figurer, 15 fragment och 94 skålgropar, samt den så kallade "stolen i Rickeby", troligen en avbildning av en livklädnad.

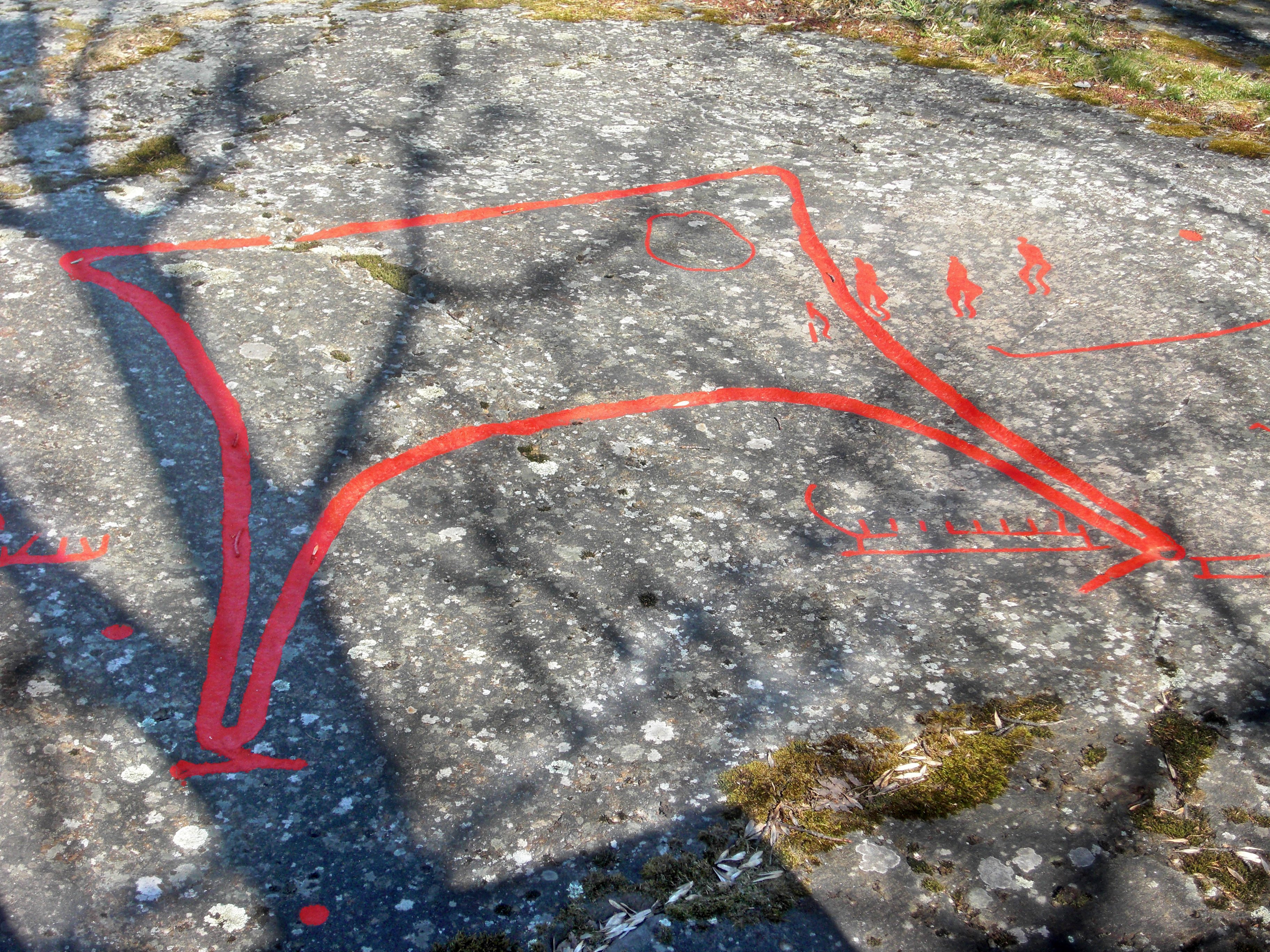
Stolen i Rickeby.
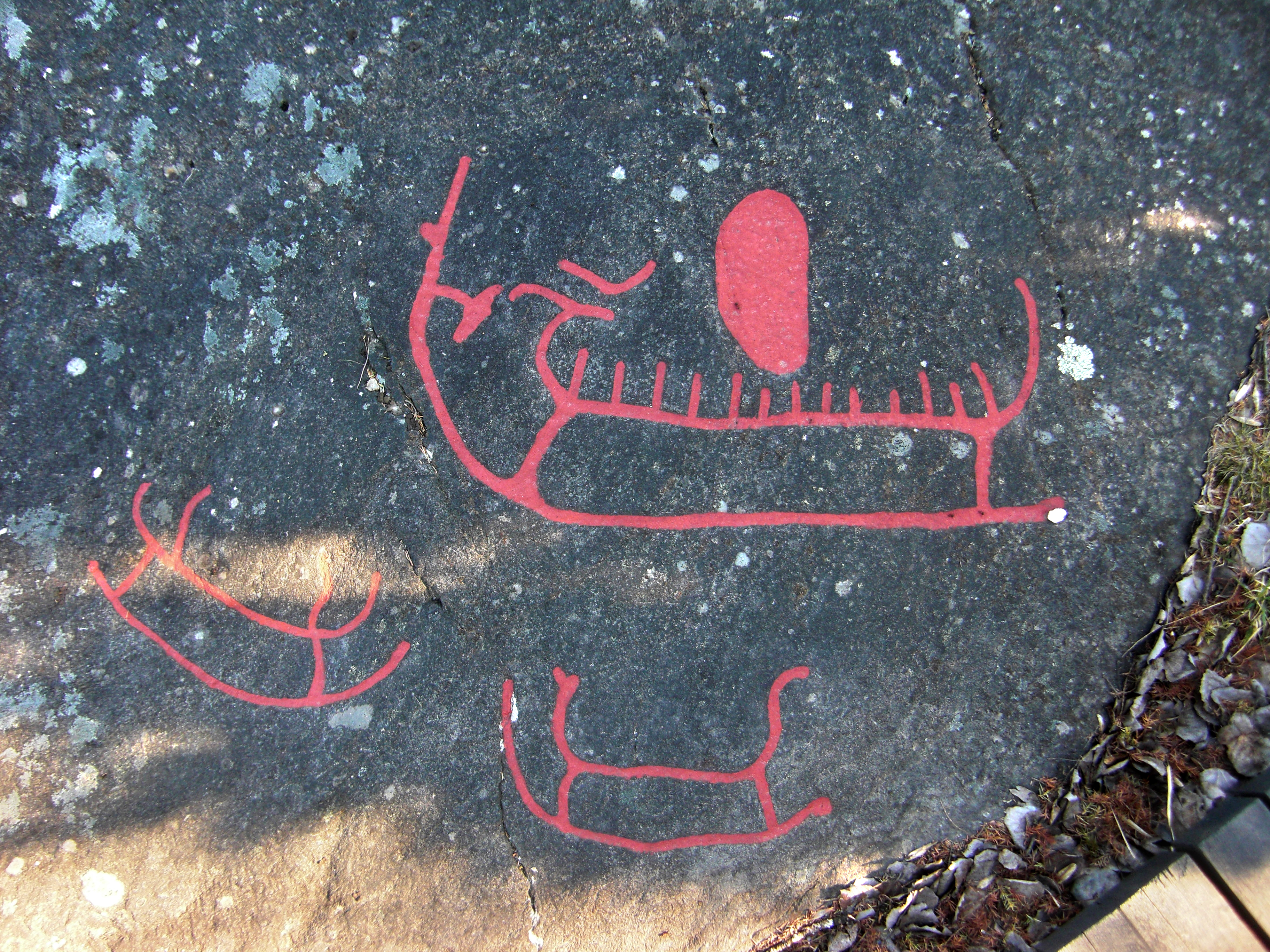
Skepp.
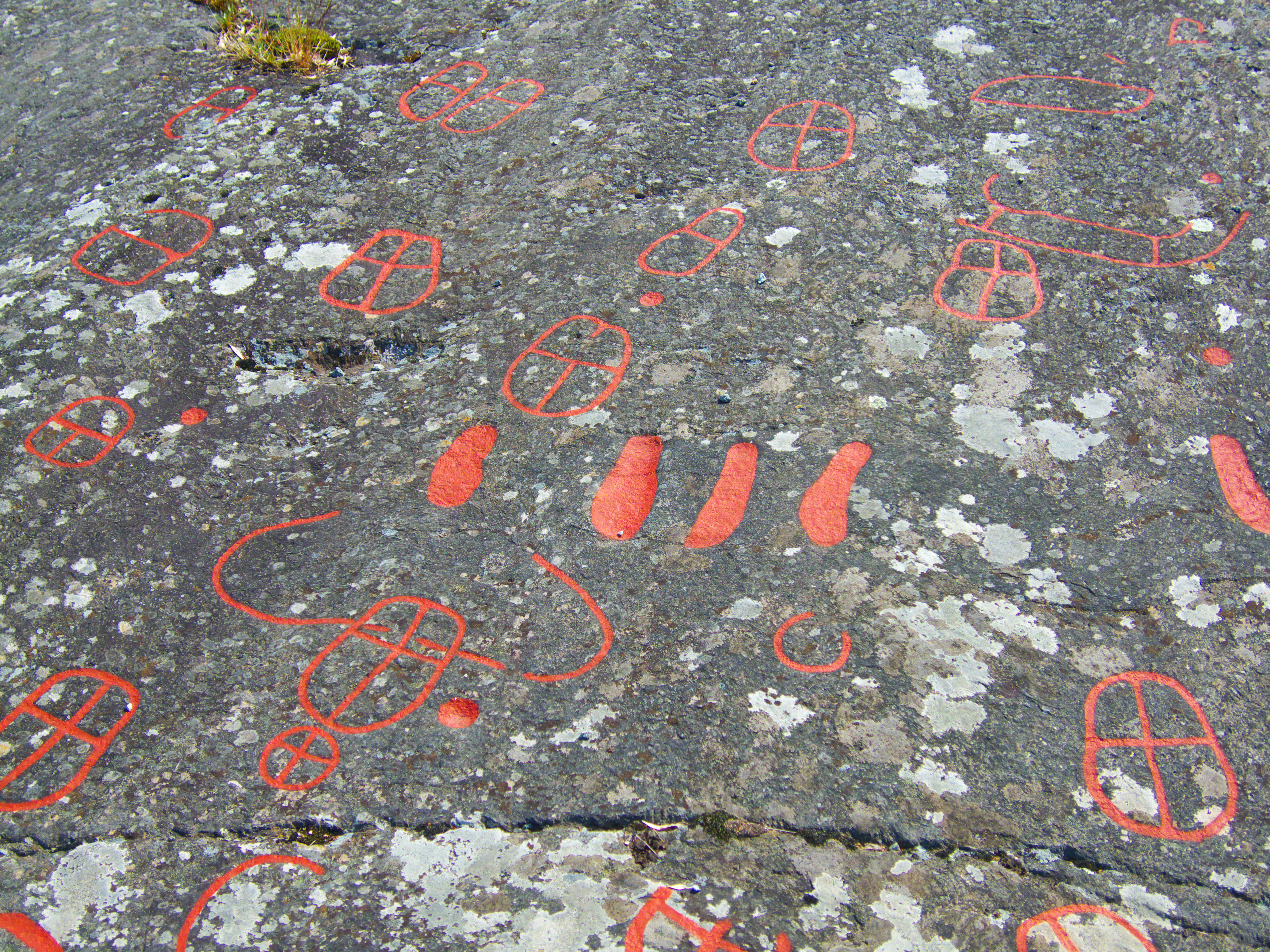
Fotsulor och ringar.